# L'ululato
L'ululato (The Howling) è un film horror del 1981 diretto da Joe Dante, interpretato da Dee Wallace, Patrick Macnee, Dennis Dugan e Robert Picardo e basato sul romanzo The Howling di Gary Brandner.
Il film venne distribuito il 10 aprile 1981 ed ha ottenuto un discreto successo, incassando $ 17,9 milioni al botteghino. Ha ricevuto recensioni generalmente positive, con elogi per gli effetti speciali del trucco di Rob Bottin. Il film ha vinto nel 1980 il Saturn Award per il miglior film horror mentre era ancora in fase di sviluppo, ed è stato uno dei tre film horror sui lupi mannari distribuiti nel 1981 insieme a Un lupo mannaro americano a Londra e Wolfen, la belva immortale. Il suo successo finanziario aiutò la carriera di Dante, e spinse la Warner Bros. ad assumere Dante (come regista) e Michael Finnell (come produttore) per Gremlins. Il successo del film ha dato vita ad franchise composto da sette sequel.

## Trama
Karen White, giornalista televisiva di Los Angeles viene perseguitata da un serial killer di nome Eddie Quist, che lascia l'adesivo di uno smile sul luogo dei suoi delitti. In collaborazione con la polizia, la donna prende parte a un piano per catturare Eddie accettando di incontrarlo in uno squallido cinema porno. Eddie costringe la donna a visionare un video di una giovane donna violentata e poi la invita a girarsi per guardarlo in faccia. Karen si volta e si mette ad urlare. La polizia irrompe in tempo nel cinema e aprono il fuoco su Eddie uccidendolo. Nonostante sia diventata un'eroina per i concittadini, Karen resta traumatizzata dall'evento, soffre di amnesia e comincia ad avere degli incubi. Su consiglio dello psicologo George Waggner, Karen si trasferisce con il marito Bill nella "Colonia" (di proprietà dello stesso medico), un centro di riposo isolato nelle montagne in cui passare un periodo di recupero.
La colonia è piena di strani personaggi, tra cui la sensuale ninfomane Marsha Quist che cerca di sedurre Bill. Una sera, dopo aver resistito ad un tentativo di approccio da parte di Marsha e mentre sta facendo rientro nella sua cabina, Bill viene attaccato e ferito al braccio da un lupo mannaro. Nel frattempo due amici e colleghi di Karen, Terri Fisher e Chris Halloran, si mettono ad indagare su Eddie Quist per scoprire di più sull'omicida e, tra le varie cose, scopriranno che il suo cadavere è scomparso dall'obitorio. A seguito dell'incidente subito, Bill inizia a cambiare, perdendo interesse in Karen e smettendo di essere vegetariano mangiando la carne con piacere. Infine Marsha riesce a sedurre Bill ed i due hanno un rapporto sessuale davanti a un fuoco, durante il quale si trasformano in lupi mannari.
Giunta alla Colonia per fare compagnia ad una Karen sempre più preoccupata, Terri scopre che Eddie Quist era in qualche modo collegato al luogo, avendone ritratto il paesaggio in un disegno. Durante alcune indagini segrete condotte nel luogo, la donna scopre un legame tra Eddie e Marsha ma viene poi attaccata da un lupo mannaro nella cabina di quest'ultima. Terri riesce a fuggire dopo aver tagliato la mano del mostro con un'ascia. Corre nell'ufficio di Wagner e fa una telefonata a Chris per informarlo di quanto accadutole. Mentre è al telefono con Chris, Terri si mette a cercare la cartella medica di Eddie Quist nello schedario del dottor Wagner. Quando finalmente la trova, viene improvvisamente attaccata ed uccisa da Eddie, trasformato in lupo mannaro. Chris sente le urla della sua compagna dalla cornetta del telefono e si precipita alla Colonia armato di proiettili d'argento.
Karen, entrata nell'ufficio di Wagner, si trova di fronte Eddie Quist, il quale inizia a trasformarsi in un lupo mannaro. Karen gli schizza in faccia dell'acido corrosivo e fugge via. La fuga di Karen viene però impossibilitata dagli altri residenti della Colonia, dottor Wagger compreso, che rivelano di essere lupi mannari e di non avere l'intenzione di permetterle di rivelare al mondo il loro segreto. Intanto Chris raggiunge la Colonia e va incontro a Eddie, sopravvissuto all'acido, che lo schernisce e gli dice di sparargli. Tuttavia non sa che Chris è venuto armato di pallottole d'argento, venendo fucilato e morendo definitivamente. Chris giunge in soccorso a Karen, uccide Wagger e altri lupi mannari prima di rinchiuderli nel fienile e darlo alle fiamme per bruciarli. Alcuni licantropi riescono a salvarsi dall'incendio e inseguono Karen e Chris. Durante la disperata corsa Karen viene ferita uccidendo un lupo mannaro a bordo, che riassume le sembianze umane rivelando di essere Bill.
Tornati in città, Karen decide di sacrificarsi per provare al mondo l'esistenza dei lupi mannari: durante un'intervista televisiva, Karen si trasforma sotto lo sguardo incredulo dei colleghi e Chris la fucila con una pallottola d'argento prima che faccia del male a qualcuno. I telespettatori che hanno visto la trasformazione di Karen, tuttavia, deridono la trasmissione credendola una messa in scena con effetti speciali. Nel finale un uomo, che ha guardato la trasformazione dalla TV di una tavola calda, ordina una bistecca per sé e un hamburger per la sua donna, chiedendole come lo preferisce. La compagna dell'uomo si rivela essere Marsha, che risponde di volerlo al sangue.

## Produzione
Il film, noto per la sua sceneggiatura semi-umoristica, è stato tratto dal romanzo Tho Howling di Gary Brandner, che è stato pubblicato per la prima volta nel 1977. Dopo che le bozze della sceneggiatura di Jack Conrad (il regista originale che ha abbandonato il progetto in seguito a difficoltà con lo studio) e Terence H. Winkless si rivelarono insoddisfacenti, il regista Joe Dante ha ingaggiato John Sayles per riscrivere completamente la sceneggiatura. I due avevano già collaborato al film di Dante del 1978 Piraña. Sayles ha riscritto la sceneggiatura con lo stesso tono satirico e consapevole che ha dato a Piraña, e la sua bozza finita ha solo una vaga somiglianza con il libro di Brandner. Tuttavia, Winkless è stato accreditato come co-sceneggiatore insieme a Sayles.
Il cast presentava un numero di attori riconoscibili come Kevin McCarthy, John Carradine, Kenneth Tobey e Slim Pickens, molti dei quali sono comparsi in diversi film del genere. Inoltre, il film era pieno di riferimenti scherzosi. Roger Corman fa un cameo nei panni dell'uomo in piedi fuori della cabina telefonica, così come John Sayles, appare nel ruolo dell'addetto all'obitorio e James Murtaugh in quello di uno dei membri della Colonia. Forrest J. Ackerman appare in un breve cameo nella libreria, stringendo una copia della sua rivista Famous Monsters of Filmland.
L'ululato era anche famoso per i suoi effetti speciali, che erano all'epoca all'avanguardia. Le scene di trasformazione sono state create da Rob Bottin, che aveva anche lavorato con Dante per Piraña. Rick Baker è stato l'artista degli effetti originali del film, ma ha lasciato la produzione per lavorare al film di John Landis Un lupo mannaro americano a Londra, consegnando il lavoro agli effetti a Bottin. L'effetto più celebre di Bottin è stata la trasformazione sullo schermo di Eddie Quist, che ha coinvolto le camere d'aria in applicazioni facciali in lattice per dare l'illusione della trasformazione. Variety ha affermato che il più grande difetto de L'ululato è che l'impatto di questa trasformazione iniziale non è mai superato durante il climax del film. L'ululato presenta anche animazioni in stop-motion di David W. Allen e pupazzi destinati a dare ai lupi mannari un aspetto ancora più non umano. Nonostante la maggior parte degli effetti speciali dell'epoca, la silhouette di Bill e Marsha che fanno sesso come lupi mannari è ovviamente un'animazione da cartone animato. Dante ha attribuito questo a ragioni di bilancio.
Grazie al loro lavoro in L'ululato, Dante e il produttore Michael Finnell hanno avuto l'opportunità di girare il film Gremlins (1984) per Steven Spielberg. Quel film fa riferimento a L'ululato con l'immagine di una faccina sorridente sulla porta di un frigorifero. Eddie Quist lascia adesivi con la faccina gialla come biglietto da visita in diversi punti de L'ululato. Anche il personaggio di Jim McKrell nel ruolo del giornalista Lew Landers appare sia in L'ululato che in Gremlins, il che suggerisce che entrambi i film condividano lo stesso universo.

### Citazioni
Grazie alla sua sceneggiatura semi-umoristica, il regista Joe Dante ha inserito nel film molti riferimenti in-joke, inclusi numerosi riferimenti ai lupi: il Lupo cattivo da Little Boy Blue (1936) di Ub Iwerks è visto in TV; lo sceriffo Newfield viene visto mentre mangia il Wolf Brand chili ed una lattina simile si trova sul bancone nella cabina di Eddie; appare una copia del poema Urlo di Allen Ginsberg; viene menzionato il disc jockey Wolfman Jack; una bottiglia di medicina a marchio Wolfen si trova sul bancone da cui Karen raccoglie l'acido; e nella cabina di Karen e Bill c'è una foto di un lupo che ha ucciso una pecora all'interno del gregge.
Molti personaggi del film prendono il nome dai registi di film horror che hanno diretto altri film sui lupi mannari, tra cui George Waggner, che ha diretto L'uomo lupo (1941), R. William Neill (Frankenstein contro l'uomo lupo, 1943), Terence Fisher (L'implacabile condanna, 1960), Freddie Francis (Legend of the Werewolf, 1975), Erle Kenton (La casa degli orrori, 1945, nel quale recitò John Carradine, che interpreta Kenton in L'ululato), Sam Newfield (Mostro pazzo, 1942), Charles Barton (Il cervello di Frankenstein, 1948), Jacinto Molina (Le notti di Satana, 1968) e Lew Landers (Il ritorno del vampiro, 1943).
Walter Paisley, il proprietario della libreria interpretato da Dick Miller, prende il nome dal personaggio interpretato da Miller nel film horror a basso budget Un secchio di sangue (1959). Nella libreria è inoltre presente anche la nonna mummificata in poltrona dall'attico della casa nel film Non aprite quella porta (1974).
Lo sceneggiatore e futuro regista John Sayles, il produttore Roger Corman (che ha diretto Un secchio di sangue) e lo scrittore di fantascienza Forrest J. Ackerman fanno tutti un cameo nel film.

### Finanziamento
La IFI accettò di fornire il 50% del finanziamento. Goldcrest Films ha stretto una partnership con IFI. Hanno finito per fornire £ 145.000 al budget de L'ululato ed hanno ricevuto £ 396.000 realizzando un profitto di £ 251.000.

## Accoglienza
Il responso critico a L'ululato fu sostanzialmente positivo. Nel 1981, Roger Ebert diede due stellette su quattro al film descrivendo L'ululato come il "film più sciocco visto da tempo", ma Ebert disse anche che gli effetti speciali erano buoni e che il film potrebbe anche "valere la pena i soldi per guardarlo, se riesci ad avere due al prezzo di uno". A Gene Siskel il film piacque e gli assegnò tre stelle e mezza su quattro. Nella sua Movie Guide, Leonard Maltin scrisse che L'ululato è un "film horror alla moda e ben fatto" e fece notare le citazioni ironiche ad altri film sui lupi mannari. Variety ha elogiato sia il senso dell'umorismo del film sia il suo approccio tradizionale all'orrore. Kim Newman, nel suo libro Nightmare Movies del 1988 definì L'ululato "un vivace refrigeratore che fa rivivere senza sforzo il genere aggirarsi nelle foreste nebbiose" e definì la sequenza di trasformazione di Picardo "il mostro lupo mannaro più impressionante del film".

### Riconoscimenti
- 1981 - Saturn Award
  - Miglior film horror
  - Nomination Miglior trucco a Rob Bottin e Rick Baker
  - Nomination Migliori effetti speciali a David W. Allen e Peter Kuran
- 1981 - Avoriaz Fantastic Film Festival
  - Critics Award

Il film è stato anche all'81º posto nella classifica dei 100 Scariest Movie Moments di Bravo.

## Home media
Negli Stati Uniti, la Shout! Factory ha ri-pubblicato L'ululato su DVD e Blu-ray il 18 giugno 2013 attraverso la sua filiale Scream Factory. Il film era stato precedentemente pubblicato su DVD dalla MGM (proprietaria dei diritti di distribuzione video e televisivi de L'ululato a causa dell'accordo di distribuzione con StudioCanal, a sua volta proprietario della AVCO Embassy library) il 26 agosto 2003 come un DVD in edizione speciale widescreen.
In Italia, il film è stato distribuito in DVD nel 2004 dalla Universal Pictures in un'edizione composta da due dischi. Tale edizione venne in seguito allegata alla rivista Horror Mania. In Blu-ray è stato distribuito dalla Pulp Video il 4 giugno 2015.

## Sequel
L'ululato ha avuto sette film sequel. Nel maggio 2015, una società di produzione di recente costituzione ha annunciato di aver acquistato i diritti del film originale e di star lavorando ad un nono film, un remake dell'originale. All'agosto 2019 non si hanno ancora notizie al riguardo.
I sette sequel del film sono:
- Howling II - L'ululato (Howling II: Your Sister Is a Werewolf) (1985)
- Howling III (1987) (inedito in Italia)
- Howling IV (Howling IV: The Original Nightmare) (1988)
- Howling V - La rinascita (Howling V: The Rebirth) (1989)
- Howling VI - Mostriciattoli (Howling VI: The Freaks) (1991)
- Howling: New Moon Rising (1995) (inedito in Italia)
- The Howling: Reborn - Il risveglio dei licantropi (The Howling: Reborn) (2011)

Nel settembre del 2019, fu annunciata la pubblicazione di un sequel a fumetti del film originale intitolato The Howling – La vendetta della Regina dei Licantropi, incentrato sul personaggio Chris Halloran.